# カシローラ

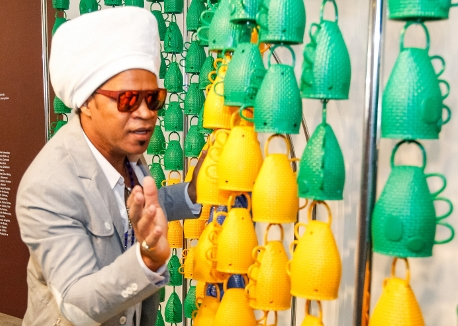
カシローラ

カシローラ（Caxirola）はブラジルの楽器。2010 FIFAワールドカップ南アフリカ共和国大会において、地元のサポーター（応援団）が大会の盛り上げの一環として「ブブゼラ」と呼ばれる笛のような民族楽器を使って応援したのを参考として、2014 FIFAワールドカップを開催するブラジルが、地元ブラジル代表のサポーターの応援盛り上げ用にその大会公認の応援グッズとして開発したものである。写真にあるように、ポットの形をしたマラカス的なものである。
しかし、2013年4月に行われたサッカーの試合で、観客が次々とカシローラを投げ込み、試合妨害に及んだことが問題となったため、同6月に開催される同大会の運営リハーサルを兼ねたFIFAコンフェデレーションズカップ2013ではスタジアムへの持参そのものが厳禁となった。
持ち込み禁止の最大の原因は、同年4月28日に開催されたECバイーア対ECヴィトーリアのバイーア州リーグ戦の試合において、バイーアのサポーター先着5万人にこのカシローラを配布したが、2点差を許して敗れたことに対しサポーターが腹を立てたことによって観客が次々とカシローラを投げ込み、試合を妨害したとされている。